# Шапел Сент Обен
Шабел Сент Обен (фр. Chapelle-Saint-Aubin) је насељено место у Француској у региону Лоара, у департману Сарт.
По подацима из 2011. године у општини је живело 2133 становника, а густина насељености је износила 359,7 становника/km².

## Демографија
| 1962. | 1968. | 1975. | 1982. | 1990. | 2011. |
| ----- | ----- | ----- | ----- | ----- | ----- |
| 615   | 678   | 921   | 1.559 | 1.817 | 2.133 |